# Mount Rainbow
Mount Rainbow ist mit 2050 m (nach australischen Angaben 2110 m) der höchste Berg des Doolittle-Massivs in den nordwestlichen Churchill Mountains der antarktischen Ross Dependency. Er ragt rund 38 km südwestlich des Mount Hamilton auf.
Teilnehmer einer von 1960 bis 1961 dauernden Kampagne im Rahmen der New Zealand Geological Survey Antarctic Expedition benannten ihn nach der vielfarbigen Bänderung aus Sandstein und Dolerit auf pinkgrünem Kalkstein.